# Avsättning
Avsättningar är förpliktelser som visserligen är sannolika eller säkra beträffande sin förekomst men som är obestämda ifråga om belopp eller tidpunkt då de skall infrias. Exempelvis kan avsättning göras för förväntade kundförluster innan de blivit realiserade. Andra exempel på avsättningar kan vara avsättning för pension och avsättningar för framtida viteutbetalning. Avsättning görs enligt försiktighetsprincipen och behandlas i IAS 37 alternativt RR 16. Avsättningen ska tas upp i balansräkningen om den är en befintlig förpliktelse, det är sannolikt att ett utflöde av resurser kommer krävas och om utflödets storlek går att bestämma tillförlitligt.  En avsättning har likheter med en skuld men med en stor skillnad; beräkningsmöjligheten, en avsättning är mer oviss att beräkna än en skuld.